# Dewjatajew (Film)
Dewjatajew (russisch Девятаев) ist ein im Jahr 2021 erschienener Kriegsfilm und eine Filmbiografie über den sowjetischen Kampfpiloten Michail Dewjatajew nach Motiven seines Erlebnisberichts Flucht von der Insel. Die Regie führte Timur Bekmambetow.
Als Grundlage für das Drehbuch dienten die im Jahr 1972 publizierten Memoiren von Dewjatajew.

## Handlung
Der Film erzählt Dewjatajews Flucht aus dem Dritten Reich. Er wurde am 13. Juli 1944 hinter der Frontlinie bei Lwow (Ukraine) abgeschossen und in Gefangenschaft genommen. Im KZ Klein-Königsberg scheiterte seine Flucht, woraufhin Dewjatajew über das KZ Sachsenhausen zum KZ Karlshagen 1 kam, welches zu der Erprobungsstelle der Luftwaffe Peenemünde-West gehörte. Er wurde für die Wartung und Instandsetzung der dortigen Start- und Landebahn sowie für die Tarnung der dort stationierten Flugzeuge (u. a. He 111) eingeteilt. Dewjatajew begann baldig mit Ausarbeitung der Fluchtpläne, welche vorsahen einen Bomber des Typs Heinkel He 111 zu entführen. Die Gruppe der Flüchtlinge beobachtete deutsche Piloten bei der Startvorbereitung und ließ sich von einem deutschen Mitglied der Gruppe Beschriftungen aus dem Cockpit übersetzten. Anders als die reale Planung der Flucht und die Zeit im KZ Peenemünde ablief, traf Dewjatajew im Film seinen alten Freund Nikolai Larin, welcher einst ebenfalls in deutsche Gefangenschaft geriet und nun für die deutsche Luftwaffe flog. Er versuchte vergebens Dewjatajew ebenfalls davon zu überzeugen nicht zu fliehen, sondern für die deutsche Luftwaffe zu fliegen, da man in der Sowjetunion ohnehin schon als Verräter galt, wenn man in deutsche Gefangenschaft kam. Larin bat ihm seine Hilfe an und wollte später sogar unbedingt verhindern, dass Dewjatajew flieht. Larin verfolgte die He 111 mit den Flüchtlingen in seiner Messerschmitt Bf 109, mit welcher er allerdings abstürzte. In den letzten Sekunden vor Larins Tod bat er Dewjatajew um Entschuldigung. Der gesamte Teil mit Nikolai Larin wurde inszeniert. Die He 111 wurde tatsächlich vergeblich von einer Junkers Ju 88 verfolgt, welche die He 111 abzuschießen hatte. Nach überschreiten der Frontlinie wurde die He 111 von Sowjetischen Flaks beschossen und führte eine Landung auf einer Wiese durch. Die Flüchtlinge wurden von sowjetischen Truppen empfangen, gerieten allerdings in den Verdacht der Spionage. Dewjatajews Kameraden wurden nach kurzem Verhör an die Front geschickt. Sechs von ihnen starben dort, unter anderem bei der Befreiung Berlins. Dewjatajew blieb bis September 1945 in Sowjetischer Haft und wurde erst 1957 von dem Vorwurf der Spionage freigesprochen. Er arbeitete als Schiffsführer in Kasan weiter in seinem ursprünglich erlernten Beruf. Im Laufe der Jahre wurden Dewjatajew mehrere Orden verliehen.

## Produktion
Das Produktionsbudget betrug 10 Millionen US-Dollar. Die Dreharbeiten begannen im Februar 2020. Gedreht wurde unter anderem in dem Sankt Petersburger Filmstudio Lenfilm, in Kronstadt und Kasan.
Für den Film wurde eine nicht-flugfähige Heinkel He 111 H-22 nachgebaut. Es wurden auch Repliken der Bell P-39 Airacobra verwendet.
Im Februar 2020 wurde berichtet, dass Regisseur Timur Bekmambetow nach Produzenten sucht, um den „weltweit ersten Blockbuster“ im Hochformat zu drehen. Einen Monat später hieß es, dass Bekmambetow nach Wegen suche, den Film trotz der zu jener Zeit eingeschränkten Arbeitsmöglichkeiten aufgrund der Maßnahmen, die durch die COVID-19-Pandemie erlassen wurden, zu produzieren.
Die Luftschlachten wurden mit Technologie aus dem Videospiel-Online-Militärsimulator War Thunder gedreht.
Der Soundtrack für den Film wurde vom Goldener-Adler-Preisträger Juri Potejenko komponiert. Das von Mark Bernes gesungene Lied Ljubimy Gorod aus der Sowjetunion wurde von Till Lindemann für den Film neu intoniert. Lindemann hörte das Lied oft als Kind in der DDR.

## Veröffentlichung
Das Internationale Filmfestival Moskau wurde mit der Vorführung des Films im April 2021 eröffnet. Der Film wurde in Russland am 29. April 2021 durch Sony Pictures Releasing and Releasing (SPPR) veröffentlicht. Das Zentralmuseum des Großen Vaterländischen Krieges eröffnete anlässlich des Films und des Tages des Sieges eine Ausstellung zu Michail Dewjatajew. Die (Stand Oktober 2022) noch unveröffentlichte englische Version zeigt ein anderes Opening als die russische Version. In der englischen Version werden Angriffe der Luftwaffe auf London gezeigt.
Eine Veröffentlichung in weiteren Ländern ist noch nicht bekannt.

## Kritiken
Beim Moskauer Internationalen Filmfestival wurde der Film von der Kritik hoch gelobt. Eine Rezension auf dem russischen Filmkritikportal Film.ru meinte, dass Dewjatajews Nachkriegsjahre in der Sowjetunion ebenfalls im Film hätten erzählt werden können.